# 甘榜亞答
甘榜亞答位於馬來西亞吉隆坡市中心的一隅，是吉隆坡最早開發的地方之一，擁有許多舊公務員宿舍、英國殖民時期遺留下來的古蹟，也是馬來西亞多個組織總部的所在地。曾經因開發較早且後期發展有所緩慢而被忽略，目前隨著區內的雪蘭莪中山同鄉會的改造，與鄰近馬來西亞未來最高大樓—吉隆坡118（Merdeka 118）及敦拉薩國際貿易中心(TRX)的開發，而再度發展。

## 地理

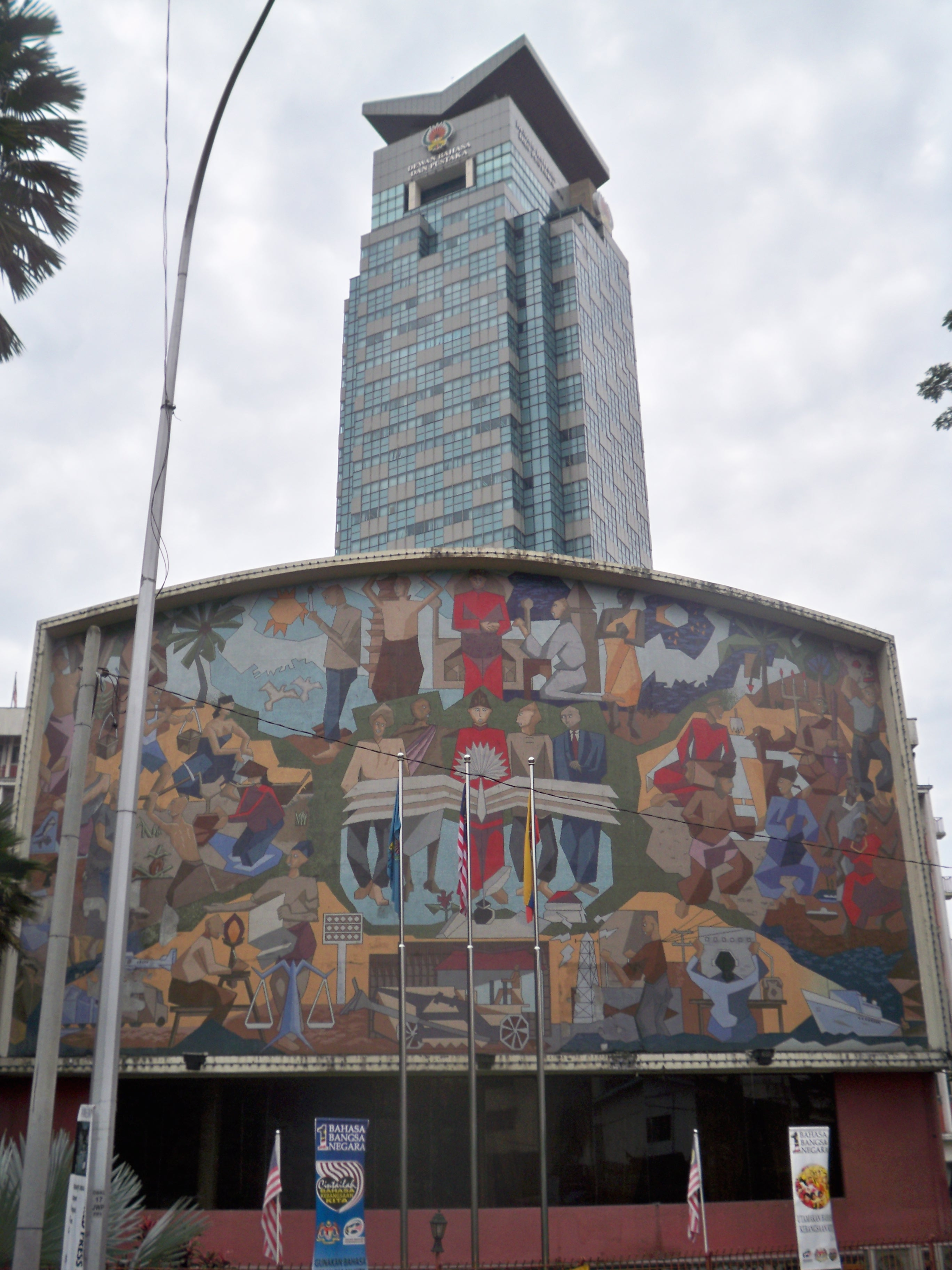
國家語文局大樓，為甘榜亞答最高的建築之一

甘榜亞答位於國家皇宮舊址和默迪卡體育館(Stadium Merdeka)之間，與廣東義山相連，因八打靈山（Bukit Petaling）這座小山丘佔據甘榜亞答的大部分土地，使這一帶主要呈現丘陵地形。在英國殖民時期之前，這裡曾是馬來人的定居點。
甘榜亞答的特色為區內主要的道路，主要以英國殖民時期的官員命名，且在馬來西亞獨立後，大部分的道路都未被當地政府所更名，如：裴斐路（Jalan Belfield）、荷西路（Jalan Hose）以及貝拉米路（Jalan Bellamy），以紀念其對馬來西亞發展的功績。裴斐路（Jalan Belfield）兩旁為該處為馬來西亞皇家警察、消防隊與救援隊的預留土地，為了防止民眾隨意進入，而在道路豎立圍欄且被攀緣植物所覆蓋，是吉隆坡市區少有的原始叢林，叢林內有舊政府辦公室及公務宿舍的分佈。塔拉拉路（Jalan Talalla）則以斯里蘭卡籍的兄弟 - Henry Conard Benjamin Talalla 和 Cyril Lionel Francis Talalla命名，這兩兄弟在第二次世界大戰中擔任英國颱風皇家空軍 (Britain’s Typhoon Royal Air Force)噴氣式戰鬥機的飛行員。其中，兄長Henry在法國西北部被襲擊而去世，弟弟Cyril則回到馬來亞，協助發展馬來亞的軍事和民用航空領域，在1960年代方才回到英國。
這裡也是馬來西亞女權運動的主要發源地之一，如前馬來西亞基督教女青年會（YWCA）總部、坤成女子學校及馬來西亞女性公務員和妻子協會（Puspanita）的總部，皆位於甘榜亞答，目前當地仍有許多國際人權組織的進組，包括聯合國難民署辦事處、馬來西亞紅新月會辦事處等。

## 主要地標

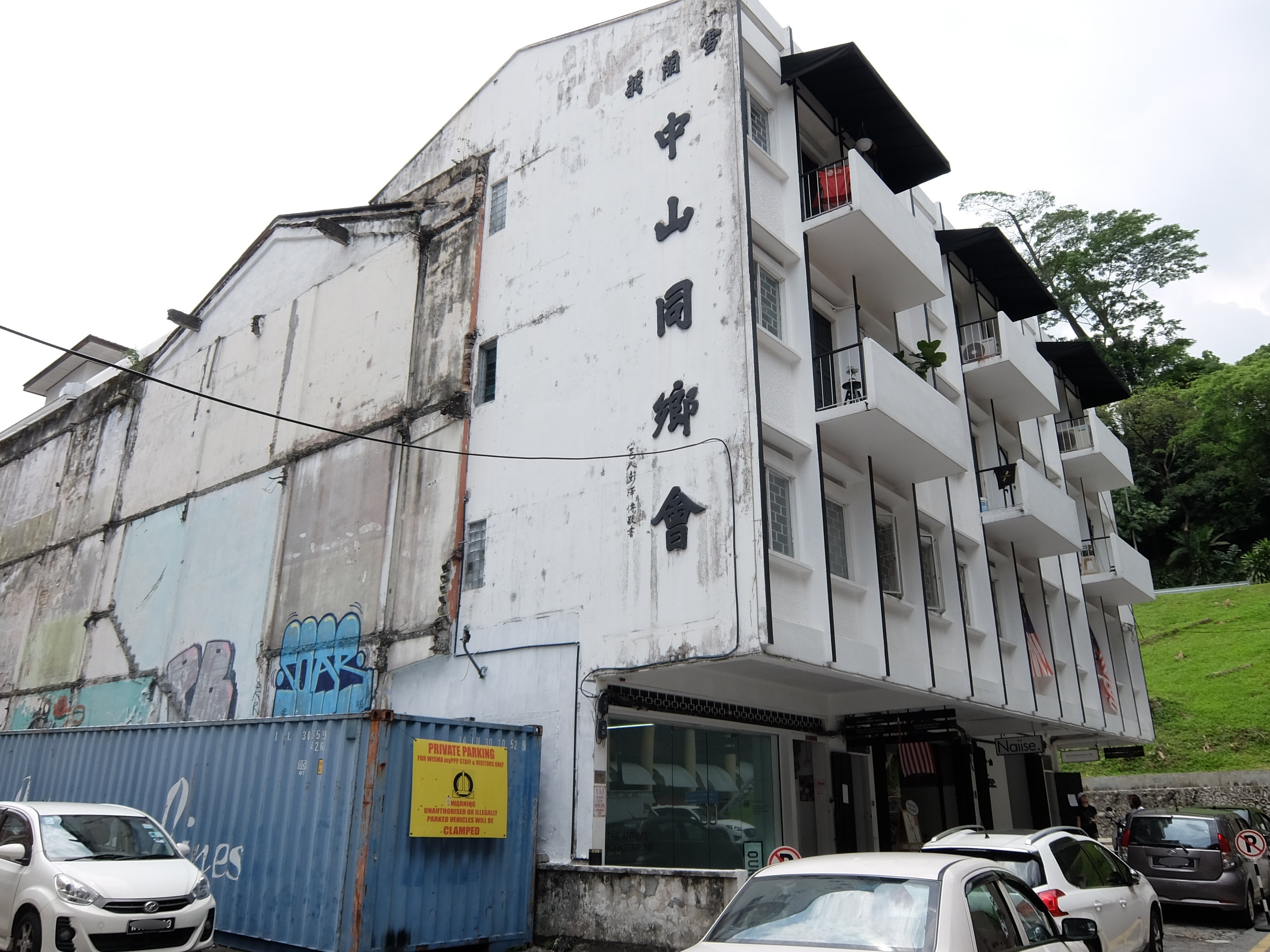
雪蘭莪中山同鄉會大樓，為吉隆坡著名的藝文聚落

因當地擁有許多組織機構進駐，早就甘榜亞答出現眾多知名地標，包括隆雪中華大會堂、大眾銀行大樓、馬來西亞國家語文出版局大樓和馬來西亞伊斯蘭銀行和金融學院大樓為當地著名的地標。雖然舊樓重建在吉隆坡不若其他國際大都會般盛行，因甘榜亞答鄰近市中心、地價相對便宜且附近有多件大型開發案之緣故，目前區內許多英國殖民時期遺留正面臨都更及重建的命運。

### 吉隆坡暨雪蘭莪中華大會堂
1933年完工的隆雪中華大會堂是位於馬哈拉惹里拉路（Jalan Maharajalela）旁，前稱“雪蘭莪中華大會堂”，成立於1923年，並於2006年才改為目前的名稱，其在馬來西亞華人見扮演重要的角色，最初是由陸佑、朱嘉炳及張郁才倡議，直到1923年受委託的朱嘉炳、張郁才和劉良顏召開了第一次華僑大會方才成立，在成立初期主要推動僑務活動、協調華人事物和參與當地政事，在馬來西亞成立後，為了協助馬來西亞華人融入當地社區，以提倡參與當地建設運動、維護公民權益、捍衛母語教育及回應國家文化政策。現階段以維護華人權益、提倡跨族群交流及保護馬來西亞史跡為主要目標，是馬來西亞主要的華人領導機構。
該建築英國著名建築師B.M. Iverson在馬來亞的第一個項目，其白色外形，及利用圓頂結構呈現了雄偉穩重托高的氣勢，是馬來西亞華人建築中較為罕見的，而大會堂的柱子雕塑，則出自曾在曼谷大皇宮雕塑的義大利雕塑家之手，許多近代馬來西亞的歷史事件在此發生，如馬華公會的成立、馬華與巫統成立聯盟的會議，在馬來亞日佔時期，這裡也成為日軍下達重要政策的場所，五一三事件 期間，這裡也是其中一個救濟總站。這裡也曾是前雪蘭莪蘇丹、政府高官及當地名門望族選擇婚宴或設宴的地點。馬來西亞文化、藝術與文物部於2007年將中華大會堂建築列為國家文化遺產。

### 國家語文出版局
國家語文出版局（Pustaka）為馬來西亞官方的語言及文學規劃發展機構，成立目的為推廣及促進馬來文的使用，及馬來西亞的主要出版機構之一。在1956年6月22日成立於柔佛新山，並於1957年搬遷至吉隆坡，1962年遷至現址，在90年代並在原本大樓後方擴建新辦公大樓，其樓頂特殊的書本造型，成為當地極具代表性的地標。

### 中山同鄉會
四層樓高的雪蘭莪中山同鄉會大樓建立與戰後的50年代，該建築在雪蘭莪中山同鄉會及原本住戶撤出後，曾經荒廢一段時日，在2017年起，在業者重新改造後，並保留原本的建築結構，分組給當地畫廊、獨立書店、唱片行、咖啡店及文創小店等，成為吉隆坡著名的藝文聚落之一，也是當地著名城市空間轉型改造的案例之一。

## 教育
位於裴斐路的坤成华小一校為甘榜亞答唯一的華文小學，該校於1908年成立，成立初期僅辦理小學課程，教學媒介語為粵語，為了排除當時重男輕女的思維，當時男性在就讀至十歲，必須轉校至其他學校，直到1958年，才允許男性就讀至6年紀方才畢業。
| 学校编号 | 地区   | 中文名称     | 马來文名称            | 邮政 编码 | 位置 | 津贴 制度 | 学生 数量 | 坐标                                        |
| -------- | ------ | ------------ | --------------------- | --------- | ---- | --------- | --------- | ------------------------------------------- |
| WBC0125  | 裴斐路 | 坤成华小一校 | SJK(C) Kuen Cheng (1) | 50460     | 市区 | 半津      | 1324      | 3°08′01″N 101°41′58″E / 3.1337°N 101.6994°E |

## 交通

### 鐵路
8 吉隆坡单轨列车 行經甘榜亞答，並於馬哈拉惹里拉路（Jalan Maharajalela）上方設立馬哈拉惹里拉站，是甘榜亞答一帶的主要車站。
| 車站編號 | 車站名称       | 原文名       | 车站服务         |
| -------- | -------------- | ------------ | ---------------- |
| MR3      | 馬哈拉惹里拉站 | Maharajalela | 8 吉隆坡单轨列车 |

### 公路
甘榜亞答位於吉隆坡市中心，周圍被多條主要幹道包圍，包括白沙羅路(Jalan Damansara)、陸佑路（Jalan Loke Yew）、賽布特拉路(Jalan Syed Putra)、馬哈拉惹里拉路（Jalan Maharajalela）、皇宮路(Jalan Istana)及語文出版局路(Jalan Dewan Bahasa)等所包圍，可快速前往吉隆坡其他區域。區內主要道路分別為裴斐路（Jalan Belfield）、荷西路（Jalan Hose）以及貝拉米路（Jalan Bellamy）。